# Alexandru Rosetti
Alexandru Rosetti (ur. 1895, zm. 1990) – rumuński językoznawca i filolog, od 1948 r. członek tytularny Academia Română.

## Publikacje (wybór)
- Étude sur le rhotacisme en roumain, Paryż 1924
- Curs de fonetică generală, Bukareszt 1930
- Mélanges de linguistique et de philologie, Bukareszt–Kopenhaga 1947
- Observat̡ii a supra limbii lui Miron Costin, Bukareszt 1950
- Despre unele probleme ale limbii literare, Bukareszt 1955
- Studii linguistice, Bukareszt 1955
- Limba poeziilor lui Eminescu, Bukareszt 1956
- Linguistica, Haga 1965
- Cartea albă, Bukareszt 1968
- Études linguistiques, Haga 1973
- Brève histoire de la langue roumaine des origines à nos jours, Haga 1973
- Limba descîntecelor romănești, Bukareszt 1975
- Schiță de istorie a limbii române de la origini și pînă în zilele noastre, Bukareszt 1976
- Mélanges linguistiques, Bukareszt 1977
- Etudes de linguistique générale, Bukareszt 1983